# Coronato
Il coronato era in passato la moneta che recava impresso su una delle facce il busto coronato di un sovrano.
Fra le monete più note di questo tipo è da citare il coronato d'argento del valore di un carlino fatto coniare nel 1458 dal re di Napoli e di Sicilia Ferdinando I di Napoli come ricordo della sua incoronazione, sempre lui fece coniare un altro coronato famoso, questo detto "dell'Angelo" recante appunto su una delle facce l'immagine dell'arcangelo Michele.